# 파만
《파만》(일본어: パーマン)은 후지코 F. 후지오의 만화이자 그것을 원작으로 삼아서 1967년부터 1985년까지 제작되었던 일본의 TV시리즈 애니메이션이다.